# Rab Nawaz Khan
Rab Nawaz Khan (ur. 3 kwietnia 1955) – pakistański urzędnik i dyplomata.

## Życiorys
Był drugim, a następnie pierwszym sekretarzem ambasady w Kolombo (1980-1985). Pracował w ambasadzie w Rzymie (radca, 1989-1992). Pełnił funkcję konsula w Glasgow (1992-1996) i dyrektora generalnego konsulatu generalnego we Frankfurcie (od 1996). W 2003 został ambasadorem w Tadżykistanie (do 2005). W latach 2006–2010 był ambasadorem w Norwegii i na Islandii. Od 2010 jest ambasadorem w Rumunii i Republice Mołdawii.
Pracował również w centrali pakistańskiego MSZ.